# Wave (Yuki)
Wave è il quarto album solista della cantante giapponese Yuki, pubblicato il 6 settembre 2006.

## Il disco
Wave è composto da 12 tracce j-pop con alcune parentesi tendenti al rock. L'opera comincia subito con una velocissima Nagai Yume che bene o male rappresenta l'atmosfera spensierata e frenetica del resto delle tracce. Seguono poi i due singoli che hanno fatto conoscere maggiormente YUKI in occidente: Dramatic e Fugainaiya, temi delle due serie animate tratte dal manga Honey and Clover. Si passa poi a Birthday, traccia lenta e vagamente onirica (in cui YUKI si è avvalsa della collaborazione di KT Tunstall) e una serie di brani più leggeri come Aozora, You've got a friend e Yume Mite Itai. Conclude l'album Yorokobi No Tane, che riprende nelle sonorità il tema di chiusura di joy grazie agli arrangiamenti degli archi, risultando però più allegra e senza l'enfasi del brano Home Sweet Home.

## Tracce
1. Nagai yume (長い夢) - 5:15
2. Melancholinista (メランコリニスタ) - 4:24
3. Dramatic (ドラマチック) - 4:21
4. Hadaka no taiyō (裸の太陽) - 5:54
5. Fugainaiya (ふがいないや) - 3:56
6. Birthday (バースディ) - 4:22
7. Hey! You! (ヘイ!ユー!) - 3:21
8. Aozora (あおぞら) - 3:56
9. You've got a friend - 4:36
10. Yume miteitai (ユメミテイタイ) - 3:21
11. Natsu no Hero (夏のヒーロー) - 4:35
12. Yorokobi no tane (歓びの種) - 5:31

## Singoli
- 27 aprile 2005: Nagai Yume (長い夢)
- 29 giugno 2005: Dramatic (ドラマチック), sigla di apertura di Honey and Clover
- 7 settembre 2005: Yorokobi No Tane (歓びの種)
- 25 gennaio 2006: Melancholinista (メランコリニスタ)
- 9 agosto 2006: Fugainaiya (ふがいないや), sigla di apertura di Honey and Clover II